# Twilight's Last Gleaming
Twilight's Last Gleaming is een Amerikaanse thriller uit 1977 onder regie van Robert Aldrich. De film werd destijds in Nederland uitgebracht onder de titel Op de rand van de ondergang.

## Verhaal
De luchtmachtgeneraal Lawrence Dell heeft tijdens de Vietnamoorlog vijf jaar lang vastgezeten als krijgsgevangene. Hij kraakt een raketbasis en dreigt een kernoorlog uit te lokken, als de Amerikaanse regering geen schuld bekent inzake haar oorlogspolitiek in Vietnam.

## Rolverdeling
- Burt Lancaster: Generaal Lawrence Dell
- Roscoe Lee Browne: James Forrest
- Joseph Cotten: Arthur Renfrew
- Melvyn Douglas: Zachariah Guthrie
- Charles Durning: President David T. Stevens
- Richard Jaeckel: Kapitein Stanford Towne
- William Marshall: William Klinger
- Gerald S. O'Loughlin: Brigadegeneraal O'Rourke
- Richard Widmark: Generaal Martin MacKenzie
- Paul Winfield: Willis Powell
- Burt Young: Augie Garvas
- Charles Aidman: Bernstein
- Leif Erickson: Ralph Whittaker
- Charles McGraw: Generaal Peter Crane
- Morgan Paull: Eerste luitenant Louis Cannellis